# Sant Miquel d'Almoster
L'església de Sant Miquel d'Almoster és un monument protegit com a bé cultural d'interès local del municipi d'Almoster (Baix Camp).

## Descripció
Edifici d'una nau amb capelles comunicades. Tram dels peus afegit. Tota la nau té coberta amb volta de canó amb llunetes. Les capelles amb canó. Façana sense interès, arrebossada, amb una fornícula amb una imatge. Campanar curt, als peus, en el costat de l'epístola. Fàbrica barroca i neoclàssica.

## Història
L'església d'Almoster fou sufragània de la de Reus des dels seus principis. El 16 d'abril de 1560, el prior Rull, per manament de l'arquebisbe Cervantes de Gata, va posar-hi una pica baptismal. Els escassos restes de l'antiga església són a la part alta del poble, a la casa Aimamí i voreres. El nou edifici data del 1704.
Durant la Guerra Civil va perdre gran part del seu patrimoni, entre ell l'altar de Sant Pere, obra de Bonifaç.